# 法里斯鎮區 (阿肯色州斯通縣)
法里斯鎮區（英語：Farris Township）是位於美國阿肯色州斯通縣的一個行政鎮區。

## 地方資料
法里斯鎮區的面積為50.78平方千米，當中陸地面積為50.78平方千米，而水域面積為0.00平方千米。根據2010年美國人口普查的數據，當地共有人口368人，而人口密度為每平方千米7.25人。